# Fracció volumètrica

Composició de l'aire en percentatge en volum

La fracció volumètrica, {\displaystyle \phi _{i}}, és la relació que hi ha entre el volum d'un constituent d'una mescla, {\displaystyle V_{i}}, i el volum total de tots els constituents de la mescla, {\displaystyle V}, mesurats en les mateixes condicions de pressió i de temperatura. Matemàticament:{\displaystyle \phi _{i}\,=\,{\frac {V_{i}}{V}}}

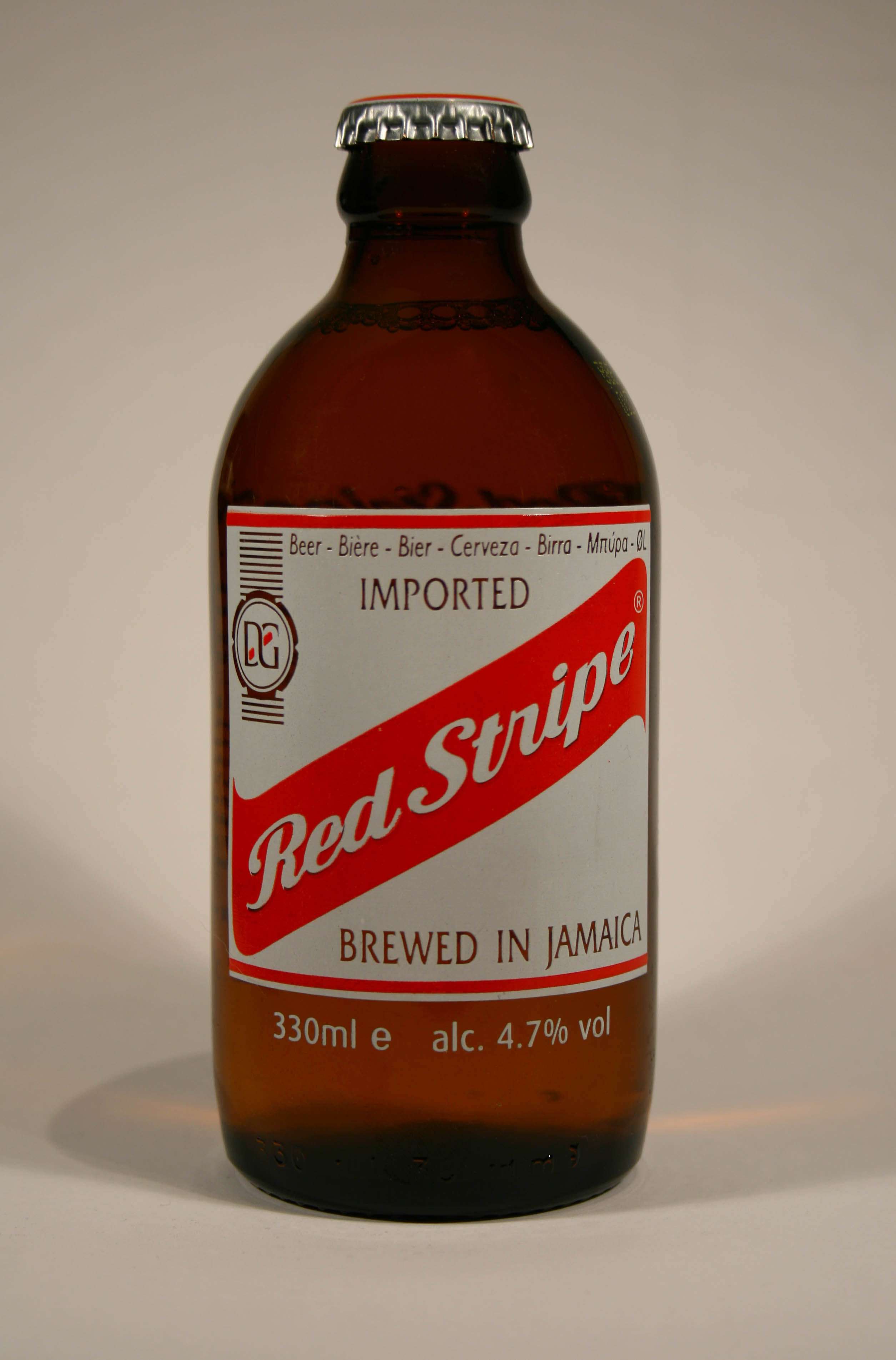
Cervesa amb un grau alcohòlic del 4,7 %

La fracció volumètrica és una magnitud adimensional, sense unitats, i els seus valors varien entre zero i u: {\displaystyle 0\geq \phi _{i}\geq 1}. També pot expressar-se en tant per cent, anomenant-se percentatge en volum:{\displaystyle \%\phi _{i}\,=\,{\frac {V_{i}}{V}}\times 100}S'empra habitualment per expressar les concentracions en les mescles de gasos, com ara la composició de l'aire o de l'atmosfera de la Terra i d'altres planetes, la composició del gas natural, etc. També s'empra en mescles de líquids, com és el cas de la mesura de la concentració d'etanol, grau alcohòlic, en les begudes alcohòliques, equivalent al tant per cent en volum d'etanol contingut en un vi o en qualsevol dissolució alcohòlica, determinat a 15 °C (graus Gay-Lussac o francesos) o a 20 °C.